# Lanceros de Navarra

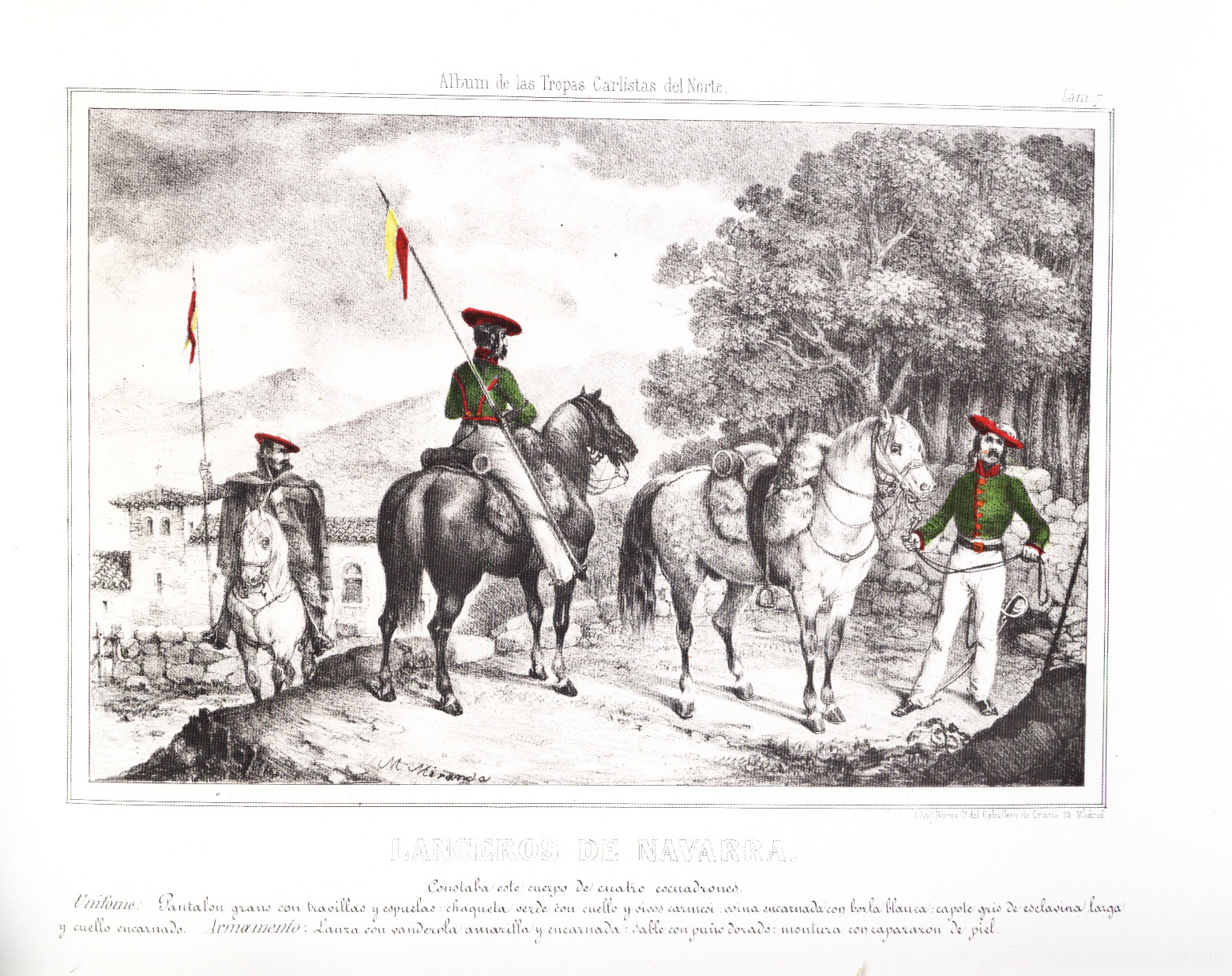
Lanceros de Navarra.

Los Lanceros de Navarra fueron una tropa creada por los carlistas durante la Primera Guerra Carlista.

## Características
Este ejército constaba de cuatro escuadrones. El uniforme constaba de un pantalón color granate con trabillas y espuelas, chaqueta verde con cuello y vivos carmesí, boina encarnada con borla blanca, capote gris de esclavina larga y cuello encarnado. El armamento consistía en una lanza con banderola amarilla y encarnada, sable con puño dorado, montura con caparazón de piel. Este aspecto es el que tenía a mediados del año 1835, cuando el gobierno carlista se había asentado en el País Vasco y disponía de importantes medios económicos.

El inglés Henningsen fue capitán de este cuerpo en 1834, al comienzo de la guerra, y cuenta que cuando atacaron Viana el 4 de septiembre de 1834 tenían:
«...la apariencia de perfectos cosacos, algunos estaban sin abrigos, otros iban con pañuelos en sus cabezas, y muchos con sólo una bota o alpargata, y otros con las espuelas atadas a un talón desnudo. El enorme tamaño y peso de sus lanzas, lo que las hacía menos manejables, contribuía a hacer descollar aún más su rara y salvaje apariencia...».